# Leberhaken (Film)
Leberhaken ist ein im Stile eines Kammerspiels inszenierter deutscher Spielfilm aus dem Jahr 2021. Der Film eröffnete im September 2021 das Internationale Filmfest Oldenburg und feierte dort seine Welt-Premiere.

## Handlung
Steph (Luise Großmann) platzt eines Nachts in den Boxkeller von Rick (Hardy Krüger junior) in Berlin-Wedding. Sie ist unsicher, wild, frustriert – und doch entschlossen. Sie giert nach Anerkennung durch Rick, den Betreiber des Gyms, einem ehemaligen Schwergewichtsboxer aus Boston. Früh schwer verletzt, zermürbt, desillusioniert und krank. Sie kann ganz viel, aber das eben noch nicht richtig. Er kann nicht mehr viel, erkennt dafür umso mehr, was in ihr steckt. Vor allem ihre Energie, ihren Willen und ihre Begabung. In dieser Nacht finden sich zwei Seelenverwandte. Ohne dass sie es wissen. Sie reden, trainieren, hadern, kämpfen, weinen, lachen. Mit allen sich daraus ergebenden Weisheiten, Konflikten und Verletzungen. Sie bringt das an ihre Grenze, ihn über seine hinaus.

## Produktion
Ursprünglich war Leberhaken als eine Showreel-Szene für Hardy Krüger Jr. und Luise Großmann gedacht, aus welcher Torsten Rüther im Frühjahr 2020 das Drehbuch zum Film schrieb. Gedreht wurde in der Box-Kultur in Berlin-Wedding. Um Risiken und Ausfälle aufgrund der Corona-Pandemie zu minimieren und Kosten zu sparen, entschied sich Regisseur, Autor und Produzent Torsten Rüther in nur drei Tagen und Nächten mit zwei Schauspielern in einer Location zu drehen. Der Film wurde ohne Unterstützung von Filmförderanstalten realisiert.
Mit zwei Kameras wurde in drei Nächten die komplette Geschichte in Echtzeit gespielt und gedreht. So entstandenen sechs Rohfassungen, aus denen der 110-minütigen Spielfilm geschnitten wurde.
Für den Soundtrack konnte die Produktion drei Lieder der The Chicks nutzen, deren eigene Geschichte auch eine zentrale Rolle im Film spielt. Den Schlusssong komponierte Dominic Miller, nachdem Rüther ihm den Rohschnitt des Films zusandte.
Leberhaken eröffnete am 15. September 2021 das Internationale Filmfest Oldenburg und war für den German Independence Award nominiert. Luise Großmann wurde von der Jury in Oldenburg für den Seymour-Cassel-Award nominiert.
Nach einer kurzen Kinoauswertung in Art-House-Formaten wurde der Film am 8. Oktober 2021 auf der Streaming-Plattform Pantaflix veröffentlicht. Seit dem 11. Februar 2023 wird der Film als Paramount Original vom US-amerikanischen Streaming-Service Paramount+ angeboten.
Im Oktober 2021 veranstalteten die Produzenten gemeinsam mit dem Cinedom Köln ein Charity-Screening für den Box-Coach Walter Knieps, der durch die Ahrflut sein Gym und somit seine Existenz verloren hatte. Knieps stand als Cutman, Physio- und Co-Trainer in der Ecke von u. a. Regina Halmich, Henry Maske und Axel Schulz.

## Neuverfilmung
Für den englischsprachigen Markt wurde nach Leberhakens Erfolgen der Film als Uppercut zunächst in einer "Still"-Schnitt Version als Streaming-TV Film mit Hollywood-Besetzung neu verfilmt, um dann als "Sparkle"-Schnitt Version in den Kinos gezeigt zu werden.